# Yapacana
Yapacana est l'une des trois paroisses civiles de la municipalité d'Atabapo dans l'État d'Amazonas au Venezuela. Sa capitale est Macuruco.

## Localités
- Arena Blanca
- Bella Vista
- Canaripó
- Caño Fibra
- Caño Magua
- Caño Minicia
- Caranaven
- Cariche
- Carmelitas
- Carrizal
- Chamuchina
- Chipiro
- Chupadero
- Florida del Orinoco
- Foundo Chino
- Gallo
- Guaname
- Guariruma
- Guayabal
- Guayabal Ucaken
- Guayapana
- Guinare
- Isla Caranaven
- La Venturosa
- Laguna del Porvenir
- Laulau
- Macuruco
- Manacal
- Marano Escondido
- Maraya
- Mavacal Buena Vista
- Minicia
- Minicia Vieja
- Morocoto
- Niericagua
- Panaven
- Patacame
- Pato
- Piaroa
- Picúa
- Pintao
- Porvenir I
- Porvenir II
- Punta Alegre de Chipiro
- Puruname
- Quiratare
- Remanso de Platanal
- Sabanita
- San Antonio
- San José de Marano
- San José de Minicia
- San Juan de Puruname
- San Miguel
- Santa Bárbara
- Santa Elena
- Santa María Cupaven
- Santa María de Caname
- Santa Rosa de Ucama
- Sardinas de Cupaven
- Temblador
- Trapichote
- Yagua